# Liste der Baudenkmale in Gifhorn
In der Liste der Baudenkmale in Gifhorn sind alle Baudenkmale der niedersächsischen Stadt Gifhorn und ihrer Ortsteile aufgelistet. Die Quelle der  Baudenkmale ist der Denkmalatlas Niedersachsen. Der Stand der Liste ist der 14. Januar 2023.

## Allgemein
In den Spalten befinden sich folgende Informationen:
- Lage: die Adresse des Baudenkmales und die geographischen Koordinaten. Kartenansicht, um Koordinaten zu setzen. In der Kartenansicht sind Baudenkmale ohne Koordinaten mit einem roten Marker dargestellt und können in der Karte gesetzt werden. Baudenkmale ohne Bild sind mit einem blauen Marker gekennzeichnet, Baudenkmale mit Bild mit einem grünen Marker.
- Bezeichnung: Bezeichnung des Baudenkmales
- Beschreibung: die Beschreibung des Baudenkmales. Unter § 3 Abs. 2 NDSchG werden Einzeldenkmale und unter § 3 Abs. 3 NDSchG Gruppen baulicher Anlagen und deren Bestandteile ausgewiesen.
- ID: die Objekt-ID des Baudenkmales
- Bild: ein Bild des Baudenkmales, ggf. zusätzlich mit einem Link zu weiteren Fotos des Baudenkmals im Medienarchiv Wikimedia Commons. Wenn man auf das Kamerasymbol klickt, können Fotos zu Baudenkmalen aus dieser Liste hochgeladen werden:

## Gifhorn

### Gruppe: Bodemannstr./Lindenstr. (Wohnhäuser)
Die Gruppe hat die ID 334328402. Freistehende villenartige Wohnhäuser mit trauf- und giebelständigen Bauten.

| Lage                                           | Bezeichnung  | Beschreibung | ID       | Bild |
| ---------------------------------------------- | ------------ | --- | -------- | ---- |
| Bodemannstraße 4 52° 28′ 59″ N, 10° 32′ 47″ O  | Wohnhaus     | Eingeschossiger verputzter Massivbau über rechtwinkligem Grundriss, DG mit Zierfachwerk, der Giebel darüber mit vertikaler Verbretterung, Eingang mit Außentreppe unter Eckloggia.                                                                                            | 34328898 |      |
| Bodemannstraße 6 52° 28′ 59″ N, 10° 32′ 48″ O  | Wohnhaus     | Zweigeschossiger verputzter Massivbau mit ziegelsichtigem Sockel und hohem Walmdach. Erbaut 1936 als Zweifamilienhaus für Bauherrn Dr. Cohnert. | 34328925 |      |
| Bodemannstraße 8 52° 28′ 58″ N, 10° 32′ 50″ O  | Wohnhaus     | Eingeschossiger verputzter Massivbau, giebelständig unter Satteldach, breite Schleppgauben verm. nachträglich, mit erkerähnlichen Eckausbauten, erb. um 1925. | 34328952 |      |
| Bodemannstraße 10 52° 28′ 58″ N, 10° 32′ 51″ O | Wohnhaus     | Zweigeschossiger verputzter Massivbau auf Natursteinsockel mit steilem Krüppelwalmdach, traufständig, erbaut verm. um 1910. | 34328979 |      |
| Bodemannstraße 12 52° 28′ 58″ N, 10° 32′ 52″ O | Wohnhaus     | Eingeschossiger verputzter Massivbau, giebelständig, auf Ziegelsockel, erstes DG mit Zierfachwerk, Schleppgauben, erbaut 1916 (i). | 34329006 |      |
| Bodemannstraße 13 52° 28′ 59″ N, 10° 32′ 53″ O | Wohnhaus     | Ein- und zweigeschossiger verputzter Massivbau, nur wenig verändert: Putz und Fensterbestand, Hohlpfannendeckung; erbaut 1923 für Bauherrn Rechtsanwalt Achilles. | 34329033 |      |
| Bodemannstraße 13 52° 28′ 59″ N, 10° 32′ 54″ O | Garage       | Eingeschossiger, traufständiger Putzbau mit Satteldach im Hof hinter Wohnhaus, hölzerne Tore. | 34328600 | BW   |
| Bodemannstraße 14 52° 28′ 58″ N, 10° 32′ 53″ O | Wohnhaus     | Zweigeschossiger verputzter Massivbau auf Sockelgeschoss mit Walmdach, erb. um 1915. | 34329062 |      |
| Bodemannstraße 16 52° 28′ 58″ N, 10° 32′ 55″ O | Landvolkhaus | Zweigeschossiger verputzter Massivbau, auf Natursteinsockel unter Walmdach mit eingeschossigen Seitenflügel und angeschlossenen Hinterhaus; ehemaliges Wohnhaus der Glashüttenwerke Gifhorn, erbaut 1921 durch das Architekturbüro Siebrecht.                                 | 34329089 |      |
| Bodemannstraße 18 52° 28′ 58″ N, 10° 32′ 58″ O | Wohnhaus     | Eingeschossiger Massivbau mit weißen Ziegelverblendmauerwerk, Ecklisenen, offener Eingangsloggia und Blendgliederung im Ziergiebel; erbaut 1921 für das Hartziegelwerk, Architekt: Hamacher/Hannover.                                                                         | 34329117 |      |
| Bodemannstraße 20 52° 28′ 58″ N, 10° 32′ 59″ O | Wohnhaus     | Eingeschossiger verputzter Massivbau, das erste DG mit Zierfachwerk, giebelständig, erbaut 1923 (i). | 34329144 |      |
| Bodemannstraße 21 52° 28′ 59″ N, 10° 32′ 57″ O | Wohnhaus     | Zweigeschossiger, verputzter Massivbau auf ziegelsichtiger Sockelzone mit zweigeschossigem Giebelvorbau, erbaut 1936, weitgehend unverändert. | 34329171 |      |
| Bodemannstraße 22 52° 28′ 58″ N, 10° 33′ 0″ O  | Wohnhaus     | Eingeschossiger verputzter Massivbau, auf Ziegelsockel unter Satteldach, erbaut 1948. | 34329198 |      |
| Bodemannstraße 23 52° 28′ 59″ N, 10° 32′ 58″ O | Wohnhaus     | Eingeschossiger, verputzter Massivbau, giebelständiges Wohnhaus mit Mansarddach, erbaut 1922/23. | 34329225 |      |
| Bodemannstraße 24 52° 28′ 58″ N, 10° 33′ 1″ O  | Wohnhaus     | Zweigeschossiger verputzter Massivbau, mit horizontaler Geschossgliederung, erbaut 1920er Jahre. | 34329252 |      |
| Bodemannstraße 25 52° 28′ 59″ N, 10° 33′ 0″ O  | Wohnhaus     | Eingeschossiger verputzter Massivbau, giebelständiges Wohnhaus mit Zwerchhaus an der westlichen Traufseite und erkerähnliche Ausbauten im EG, erbaut 1925. Zum Schutzumfang gehört die Einfriedung zur Straßenseite aus Bruchsteinsockel, verputzten Pfeilern und Lattenzaun. | 34329304 |      |
| Bodemannstraße 26 52° 28′ 59″ N, 10° 33′ 3″ O  | Wohnhaus     | Eingeschossiger verputzter Massivbau unter Mansarddach erbaut 1915/16. | 34329332 |      |
| Lindenstraße 35 52° 29′ 0″ N, 10° 33′ 5″ O     | Wohnhaus     | Ein- und zweigeschossiger, verputzter Massivbau, in städtebaulich markanter Lage, in Sichtachse der Bodemannstraße als räumlicher Abschluss nach Osten. Erbaut um 1915, weitgehend unverändert erhalten.                                                                      | 34329915 |      |

### Gruppe: Cardenap 11, 13, 15
Die Gruppe hat die ID 38742604. Am nördlichen Stadtausgang der historischen Altstadt gelegene Gebäudegruppe mit baulichen Vertretern aus drei Jahrhunderten Bau-, Stadtbau- und Siedlungsgeschichte.

| Lage                                     | Bezeichnung          | Beschreibung | ID       | Bild |
| ---------------------------------------- | -------------------- | --- | -------- | ---- |
| Cardenap 11 52° 29′ 19″ N, 10° 32′ 38″ O | Wohnhaus             | Zweigeschossiger, giebelständiger Fachwerkbau unter Satteldach. Kernbau vermutlich aus dem 17. Jh., Umbauten im Inneren sind wohl im 18. und 19. Jh. geschehen und mit entsprechenden baulichen Zeugnissen aus gesamter Nutzungszeit erhalten.                                                         | 38742621 | BW   |
| Cardenap 13 52° 29′ 20″ N, 10° 32′ 38″ O | Wohn-/ Geschäftshaus | Zweigeschossiger, giebelständiger Fachwerkbau mit Anbau aus der Zeit Ende 18. Jh./ um 1800 unter Halbwalmdach zur rückwärtigen Straße. Dort erdgeschossige massive Erneuerung des Fachwerks von 1936, verändert 1972.                                                                                  | 38742720 | BW   |
| Cardenap 15 52° 29′ 20″ N, 10° 32′ 37″ O | Wohn-/ Geschäftshaus | Zweigeschossiger, traufständiger Fachwerkbau unter mit Hohlziegeln gedecktem Satteldach, vermutlich Mitte 19. Jh.; straßenseitig im EG Schaufenstereinbau von 1949 (Bauakte der Stadt), hier jetzt mit senkrechter Holzverkleidung. Fachwerkfassaden und Raumstrukturen mit Treppe und Türen erhalten. | 38742759 | BW   |

### Gruppe: Forsthaus Dragen
Die Gruppe hat die ID 34328419. Gehöft  aus Wohnhaus und Scheune.

| Lage                                         | Bezeichnung               | Beschreibung | ID       | Bild |
| -------------------------------------------- | ------------------------- | --- | -------- | ---- |
| Bromer Straße 5 52° 29′ 46″ N, 10° 33′ 42″ O | Wohn-/ Wirtschaftsgebäude | Eingeschossiger Fachwerkbau (frühes 19. Jh.), Halbwalmdach mit Hohlpfannendeckung, historischer Fensterbestand, Schleppgaube über dem Zugang an südlicher Traufseite; kassettierte Rahmenfüllungstür mit Oberlicht. | 34329462 | BW   |
| Bromer Straße 5 52° 29′ 46″ N, 10° 33′ 40″ O | Scheune                   | Von Querseite erschlossener Fachwerkbau auf Fundamentsockel in Ziegelmauerwerk, Südgiebel sowie westl. Traufseite verbrettert (Wetterseite), Hohlpfannendeckung, erbaut Ende 19. Jh.                                | 34329490 | BW   |

### Gruppe: Friedhof Kirchweg
Die Gruppe hat die ID 34328319.

| Lage                                  | Bezeichnung | Beschreibung | ID       | Bild |
| ------------------------------------- | ----------- | ------------ | -------- | ---- |
| Kirchweg 52° 29′ 21″ N, 10° 32′ 12″ O | Denkmal     |              | 34329740 | BW   |

### Gruppe: Haus zur Sonne
Die Gruppe hat die ID 43703134. Hausstelle aus Wohn-/Geschäftshaus und Wirtschaftsgebäude.

| Lage                                     | Bezeichnung          | Beschreibung | ID       | Bild |
| ---------------------------------------- | -------------------- | --- | -------- | ---- |
| Steinweg 40 52° 29′ 10″ N, 10° 32′ 48″ O | Wohn-/ Geschäftshaus | Zweistöckiger giebelständiger Fachwerkbau unter Hohlfalzziegel gedeckten Satteldach, mit Utlucht und an Nordseite später angesetzten Anbau. Ober- und im OG auf profilierten Balkenköpfen und Füllhölzern leicht vorkragend, Inschrift im Giebel der Utlucht „Erbaut anno 1635“ und „haus zur Sonne“. | 34330870 | BW   |
| Steinweg 40 52° 29′ 9″ N, 10° 32′ 47″ O  | Nebengebäude         | Mit Ziegeln behangenes Wirtschaftsgebäude unter Satteldach, als Hintergebäude zum separat ausgewiesenen Vorderhaus. | 43703086 |      |

### Gruppe: Schloss Gifhorn
Die Gruppe hat die ID 34328284. Besteht aus Torhaus, Ablagerhaus, Kapelle, Kommandantenhaus (auch Neues Haus genannt), Gefängnis und Befestigungsanlage, aus Graft, Wallresten, Bastionsresten und Brustmauerresten, Gartenanlage (Wallgarten und Amtsgarten). Bereiche wurden nach der Schleifung der Befestigung mit einem Damm verbunden. Bauliche Anlagen hauptsächlich 1526–1581 unter Herzog Franz von Braunschweig-Lüneburg und seinen Nachfolgern geprägt. In dieser Zeit unter anderem Baumeister Michael Clare und sein Sohn nachweisbar. Weitere prägende Baumaßnahmen folgten bis in die 1980er Jahre.

| Lage                                        | Bezeichnung | Beschreibung | ID       | Bild           |
| ------------------------------------------- | ----------- | --- | -------- | -------------- |
| Schlossplatz 1 52° 29′ 23″ N, 10° 32′ 51″ O | Schloss     | Grundriss des Schlosses ähnelt Trapez, dessen kürzeste Seite nach Südosten zeigt und in der Mitte durch das Torhaus besetzt ist. Im Nordosten Ablagerhaus, in Nordecke Kapelle und im Nordwesten Kommandantenhaus. Bau der Kreisverwaltung angefügt. | 34330183 | Weitere Bilder |
| Schlossplatz 1 52° 29′ 22″ N, 10° 32′ 49″ O | Gefängnis   | Dreigeschossige, massive Gefängnisflügel mit Vollwalmdach. Nach Nordwesten Treppenhaus vorgebaut mit Giebeln bekrönt und mit Gesimsen ausgestaltet. Haupteingang im Südosten mit aufwendigen Türgewände. Im Inneren originale Raumstrukturen und Gefängnisräume erhalten. Bau in der Mitte des 19. Jh. an die Nordwestecke des Kommandantenhauses angefügt. Zuvor war hier der Westflügel des Schlossgevierts. | 38991677 | BW             |
| Schlossplatz 1 52° 29′ 23″ N, 10° 32′ 49″ O | Garten      | | 34330160 | BW             |
| Schlossplatz 1 52° 29′ 25″ N, 10° 32′ 49″ O | Graft       | Graft umgrenzt rautenförmige Insel. Die Nordostecke wurde für Zuwegung zugeschüttet. Die erhaltenen Reste mit Wasser gefüllt und machen die ehemalige Befestigung des Schlosses eindrücklich anschaulich. | 34330139 |                |

### Gruppe: Steinweg 3
Die Gruppe hat die ID 34328483. Die Bauung der Parzelle gibt besonders anschaulich Zeugnis von der Siedlungsstruktur am Steinweg und von den Wohn- und Wirtschaftseinheiten auf den Grundstücken.

| Lage                                    | Bezeichnung  | Beschreibung | ID       | Bild |
| --------------------------------------- | ------------ | --- | -------- | ---- |
| 52° 29′ 16″ N, 10° 32′ 46″ O            | Kavalierhaus | Giebelständiges, zweistöckiges Wohnhaus in Fachwerk mit massiven, verputztem Treppengiebel. Südwestlich mit halbrunden Aufsätzen und Kugeln und zweigeschossiger Auslucht, im rückwärtigen Teil die nördliche Traufseite mit mächtiger Fachwerkkonstruktion, Satteldach, errichtet 1540 (i) als Kavalierhaus von Herzog Franz zur Unterbringung seiner Gäste. | 34330255 |      |
| 52° 29′ 16″ N, 10° 32′ 47″ O            | Nebengebäude | Eingeschossiger Ziegel- und Fachwerkbau mit Drempel unter Pultdach. Anschauliches Beispiel der rückwärtigen Bebauung des Steinwegs: hinter Bürgerhaus ein schmaler Hof mit Wirtschaftsgebäude und Hausgarten. Erbaut Anfang 20. Jh. | 34331250 |      |
| Steinweg 3 52° 29′ 16″ N, 10° 32′ 48″ O | Mauer        | Backsteinmauer mit zwei Blendnischen (heute nur noch Teilstück vorhanden), möglicherweise ehemalige Einfriedungsmauer aus Erbauungszeit des Vorderhauses. | 34331277 |      |

### Gruppe: Steinweg (Wohnhäuser)
Die Gruppe hat die ID 34328336. Ortsbildprägender Straßengrundriss mit Straßenrandbebauung durch überwiegend zweigeschossige giebelständige Fachwerkbauten mit rückwärtigen Wirtschaftsgebäuden, auf schmalen aber langen Grundstücken bis zum ehem. Wall. Zwischen den Bauten schmale Bauwich.

| Lage                                     | Bezeichnung               | Beschreibung | ID       | Bild |
| ---------------------------------------- | ------------------------- | --- | -------- | ---- |
| Steinweg 2 52° 29′ 17″ N, 10° 32′ 42″ O  | Höfersches Haus           | Giebelständiges, zweistöckiges Wohnhaus, in Fachwerk, Giebel dreifach vorkragend auf profilierten Knaggen, Schnitzwerk mit Schiffskehlen, Taubändern und Halbsonnen, Satteldach mit nachträglichen Aufbauten, errichtet um 1570. | 34330229 |      |
| Steinweg 4 52° 29′ 17″ N, 10° 32′ 42″ O  | Wohn-/ Wirtschaftsgebäude | Zweistöckiger Fachwerkbau aus Doppelständerfachwerk mit mittigem Zwerchhaus, seitliche Tordurchfahrt zu rückwärtigen Wirtschaftsgebäuden, erbaut um 1820. | 34330286 |      |
| Steinweg 6 52° 29′ 16″ N, 10° 32′ 43″ O  | Wohn-/Geschäftshaus       | Dreigeschossiger massiver Ziegelbau mit verputzter Fassade, erbaut um 1910. | 34330313 |      |
| Steinweg 8 52° 29′ 16″ N, 10° 32′ 43″ O  | Wohnhaus                  | Zweistöckiger Fachwerkbau mit hohem zweistöckigem Mansarddach, Zierfachwerk, erbaut Anfang 20. Jh. | 34330337 |      |
| Steinweg 8 52° 29′ 15″ N, 10° 32′ 42″ O  | Nebengebäude              | Einstöckiges Nebengebäude an nordwestlichen Grundstücksgrenze mit Mansarde und bemerkenswerten Schnitzwerk am Portal und zweistöckigen Hinterhaus parallel zur Straßenfront. Beide verbunden. | 34330361 |      |
| Steinweg 10 52° 29′ 15″ N, 10° 32′ 44″ O | Wohnhaus                  | Zweistöckiger giebelständiger Fachwerkbau mit Utlucht, Giebel dreifach vorkragend auf gerundeten Balkenköpfen und Füllhölzern, erbaut Mitte 18. Jh. | 34330383 |      |
| Steinweg 10 52° 29′ 15″ N, 10° 32′ 43″ O | Wirtschaftsgebäude        | Wirtschaftsgebäude in Fachwerk, erbaut Ende 19. Jh. | 34330407 |      |
| Steinweg 12 52° 29′ 15″ N, 10° 32′ 44″ O | Wohnhaus                  | Zweistöckiger giebelständiger Fachwerkbau, Obergeschoss und Dachgeschoss schwach vorkragend, erbaut um 1800, im Kern vermutlich älter, rückwärtiges Wirtschaftsgebäude in Fachwerk erbaut Ende 19. Jh. | 34330431 |      |
| Steinweg 14 52° 29′ 15″ N, 10° 32′ 45″ O | Wohnhaus                  | Zweistöckiger Fachwerkbau, im Kern 18. Jh., nachträglich aufgestockt und umgebaut. | 34330478 |      |
| Steinweg 18 52° 29′ 14″ N, 10° 32′ 45″ O | Wohnhaus                  | Zweistöckiger traufständiger Fachwerkbau, z.T. in Doppelständerfachwerk, mit mittigem flachem Zwerchgiebel. Neuere Inschrift: „Ehem. Kantor- und Küsterhaus Erbaut 1785…“ | 34330528 |      |
| Steinweg 20 52° 29′ 13″ N, 10° 32′ 46″ O | Wohnhaus                  | Zweistöckiger giebelständiger Fachwerkbau mit Utlucht, vertikale Holzschalung mit profilierten Fenstergewänden, erbaut 1678, Amtssitz des Superintendenten, Holzschalung um 1880, rückwärtig Wirtschaftsgebäude in Fachwerk, um 1880, mit Hofpflaster.                                                                                   | 34330577 |      |
| Steinweg 22 52° 29′ 13″ N, 10° 32′ 46″ O | Wohnhaus                  | Zweistöckiger giebelständiger Fachwerkbau, Giebel auf profilierten Knaggen zweifach vorkragend, Schnitzwerk mit Schiffskehlen, erbaut in zweiter Hälfte 16. Jh. Giebeldreieck um 1700 erneuert und im 20. Jh wiederum rekonstruierend in der Art des 16. Jh. ersetzt.                                                                    | 34330604 |      |
| Steinweg 24 52° 29′ 13″ N, 10° 32′ 47″ O | Wohn-/ Geschäftshaus      | Giebelständiger zweistöckiger Fachwerkbau unter Satteldach, mit angeschlossenem Hofflügel auf Nordseite. Kernbau, vor dem 18. Jh. errichtet, straßenseitig im EG mit Ladeneinbauten und im OG mit Doppelständerfachwerk verändert. | 34330630 |      |
| Steinweg 28 52° 29′ 12″ N, 10° 32′ 47″ O | Wohnhaus                  | Giebelständiger zweistöckiger Fachwerkbau, Giebel vierfach vorkragend auf profilierten Knaggen, Schnitzwerk mit Schiffskehlen und Zahnschnittfries, erbaut zweite Hälfte 16. Jh. Giebel in zweiter Hälfte 20. Jh. erneuert. | 34330701 | BW   |
| Steinweg 30 52° 29′ 12″ N, 10° 32′ 47″ O | Wohnhaus                  | Giebelständiger zweistöckiger Fachwerkbau, Giebel zweifach schwach vorkragend, erbaut 1742 (Inschrift in Schwelle des ersten OG). | 34330750 |      |
| Steinweg 32 52° 29′ 11″ N, 10° 32′ 47″ O | Wohnhaus                  | Zweistöckiger Fachwerkbau mit massivem verputzten Giebel, Kernbau um 1800, Giebel um 1880. | 34330774 |      |
| Steinweg 36 52° 29′ 11″ N, 10° 32′ 47″ O | Wassermühle               | Dreigeschossiges Gebäude mit ausgebauten Halbwalmdach. Traufseiten massiv in Ziegel und Giebelseiten in Fachwerk mit Ausfachung aus Ziegel. Älteres straßenseitige Mühlengebäude durch Geschäftshaus in den 1960er Jahren ersetzt. Erste urkundliche Erwähnung der Sandmühle aus Türkensteuerliste 1566 bekannt, evtl. seit Ende 15. Jh. | 34330846 |      |

### Gruppe:  Steinweg (Wohn-/Geschäftshäuser)
Die Gruppe hat die ID 34328385. Zweigeschossige verputzte Massivbauten unter Halbwalmdach, erbaut um 1870.

| Lage                                    | Bezeichnung         | Beschreibung                                                                                            | ID       | Bild |
| --------------------------------------- | ------------------- | --- | -------- | ---- |
| Steinweg 45 52° 29′ 6″ N, 10° 32′ 50″ O | Wohn-/Geschäftshaus | Zweigeschossiger verputzter Massivbau unter Halbwalmdach, erbaut um 1870.                               | 34330917 |      |
| Steinweg 47 52° 29′ 5″ N, 10° 32′ 51″ O | Wohn-/Geschäftshaus | Zweigeschossiger verputzter Massivbau unter Halbwalmdach mit bauzeitlichen Ladeneinbau, erbaut um 1870. | 34330941 |      |

### Einzelbaudenkmale
| Lage                                                    | Bezeichnung                | Beschreibung | ID       | Bild           |
| ------------------------------------------------------- | -------------------------- | --- | -------- | -------------- |
| Am Bahnhof Süd 9 52° 27′ 23″ N, 10° 32′ 43″ O           | Bahnhof Isenbüttel-Gifhorn | Auf Natursteinsockel errichteter, zweigeschossiger Ziegelbau, mit qualitätvoller Detailgestaltung. | 34328849 |                |
| Am Weinberg 1 52° 29′ 18″ N, 10° 32′ 30″ O              | Gaststätte                 | Zweistöckiger Fachwerkbau mit vorkragendem OG und Backsteinausfachung. | 34328874 | BW             |
| Braunschweiger Straße 36 52° 28′ 40″ N, 10° 32′ 37″ O   | Villa                      | Zweigeschossige massive Ziegelbau mit qualitätvoller Ziegelziersetzung an Fassaden und mit markantem oktogonalem Eckturm. | 34329359 |                |
| Braunschweiger Straße 37 a 52° 28′ 38″ N, 10° 32′ 43″ O | Wasserturm                 | In erhöhter Lage über Kreisgrundriss als viergeschossiger Massivbau mit EG in Ziegelmauerwerk, OGs mit Ziegellisenen und Putzfeldern unter Pyramidendach. | 34329385 |                |
| Braunschweiger Straße 116 52° 28′ 0″ N, 10° 32′ 31″ O   | Tankstelle                 | Ehemalige ARAL-Tankstelle nach Typen-Baukasten-System: Massivbau mit Vordach auf vier Stahlrohrstützen und seitlicher Wartungshallen, jüngere keramische Wandflächen. Vermutlich Mitte 1950er Jahre. | 34329410 |                |
| Cardenap 1 52° 29′ 17″ N, 10° 32′ 41″ O                 | Rathaus                    | Zweistöckiges Rathaus, Fachwerkbau, OG und DG auf profilierten Knaggen vorkragend, qualitätvolle Schnitzereien, an Füllhölzern mit figürlichen Darstellungen, Satteldach mit Schleppgaupen, errichtet 1562 (i); im 19. Jh. erneuert; 1985/86 Demontage, Wiederaufbau und Rekonstruktion der Fachwerkfarbigkeit. | 34329518 | Weitere Bilder |
| Cardenap 10 52° 29′ 21″ N, 10° 32′ 37″ O                | Mühle                      | Nach Brand des Vorgängerbaus Cardenapmühle 1908 östlich des Cardenaps neu errichtet. Dreistöckige Fachwerkbau auf massivem EG, unter nachträglich aufgebautem Satteldach. Mit Wasserkraft (Turbine von 1935) angetrieben, Turbinenhaus und Wehr angegliedert. Erweiterung der 60er Jahre sowie große Teile der technischen Einrichtung entfernt. Von Metallsilos eines erhalten. Benachbart das Wohnhaus und weitere Nebengebäude. Möglicherweise bereits 1213 urkundlich erwähnte Mühle. Seither aber mehrmals Standort verändert. | 34329569 | BW             |
| Fallerslebener Straße 15 52° 28′ 56″ N, 10° 32′ 48″ O   | ehem. Viehmarkthalle       | Langgestreckter, verputzter Ziegelbau mit Querhaus mittig zur Traufseite unter Halbwalmdach mit Hohlpfanneneindeckung, First mit drei Dachhäuschen für Lüftung, im EG Holzläden. Im Inneren hölzerne Tragstruktur. | 34329594 |                |
| Fallerslebener Straße 15 52° 28′ 57″ N, 10° 32′ 47″ O   | Baumbestand                | Viehmarkt mit Baumbestand zwischen Viehmarkthalle, Hürdenhaus und Aller. | 34328652 |                |
| Fallerslebener Straße 15 52° 28′ 57″ N, 10° 32′ 48″ O   | Hürdenhaus                 | Eingeschossiges Nebengebäude zur Lagerung von sog. Hürden (Viehzäunen), Fachwerkbauweise, mit Satteldach. | 34328702 |                |
| Fallerslebener Straße 29 52° 28′ 53″ N, 10° 32′ 59″ O   | Wohn-/Geschäftshaus        | Zweistöckiger Fachwerkbau, leicht vorkragend, mit profilierten Balkenköpfen, unter Halbwalmdach. Südseite des EG massiv, Fachwerk im OG auf Süd- und Ostseite mit vertikaler Holzschalung mit Zierformen, rückwärtig Stallanbau. | 34329620 |                |
| Gifhorner Weg 52° 27′ 16″ N, 10° 31′ 26″ O              | Napoleonsbrücke            | Massiver Brückenbau mit Segmentbogen aus grob zugerichteten Keilsteinen, Zwickelmauerwerk mit Bruchstein, darin eingelassen Pfosten des Brückengeländers aus scharrierten Werksteinen. Brücke führt im rechten Winkel über die Bohle (Arm der Hehlenriede), Rampen leicht abgeknickt. | 34329645 |                |
| Haselbusch 52° 27′ 27″ N, 10° 31′ 34″ O                 | Möller-Brücke              | Brücke mit einem Feld das als Hängegurtträger („Möller-Träger“) realisiert ist. Die Widerlager zu beiden Seiten der Brücke aus Beton, die Fahrbahn mit Gesims aus Sandstein und schmiedeeisernen Brückengeländern. | 42149217 | BW             |
| Hohefeldstraße 52° 29′ 23″ N, 10° 32′ 27″ O             | Friedhof                   | Friedhof in formaler Organisationsstruktur der 2. Hälfte 19. Jh. mit prägendem alten Baumbestand, Erschließungssystem Grabdenkmälern und Ehrenmalen. Ab 1382 angelegt, 1891 aufgelassen, heute in Grundfläche größtenteils überkommen. Ehemaliger Standort der 1970 abgebrochenen St. Nicolai Kirche überbaut. Friedhof im Westen zur Hohefeldstraße und im Süden zur Straße Am Weinberg mit Lindenreihe abgepflanzt. Darunter umlaufende Hainbuchenhecke. Wege in einfacher wassergebundener Bauweise. Nord-Süd-Erschließungsachse mit Alleebepflanzung aus Linden. Sonstiger Friedhofsbereich in lockerer Weise von teils recht alten Solitärbäumen und Gruppen bestanden. | 34329718 | BW             |
| Kirchweg 7 52° 29′ 17″ N, 10° 32′ 12″ O                 | St.-Bernward-Kirche        | Einschiffiger Saalbau mit kreuzförmigem Grundriss, im Westen seitlicher Turmanbau mit oktogonalem Aufbau und Glockenhaube, erb. 1914/15. | 34329788 | Weitere Bilder |
| Kirchweg 52° 29′ 21″ N, 10° 32′ 17″ O                   | Grabstätte                 | ev. Friedhof | 34329762 | BW             |
| Knickwall 2 52° 29′ 12″ N, 10° 32′ 37″ O                | Wohnhaus                   | Zweistöckiger Fachwerkbau mit mittigem Zwerchhaus, vertikale Verbretterung und spätklassizistische Zierformen im Bereich der Fenster. | 34329814 |                |
| Lüneburger Straße 13 52° 29′ 29″ N, 10° 32′ 30″ O       | Wohnhaus                   | Freistehendes villenartiges Wohnhaus, EG massiv, verputzt und mit Ziegeldekor, DG in Zierfachwerk. | 34329944 | BW             |
| Lüneburger Straße 15 52° 29′ 30″ N, 10° 32′ 30″ O       | ehem. Shell-Tankstelle     | Tankstelle mit Flugdach, Kassenwärterraum, Pflegehalle, Geschäftsstelle im EG sowie Pächterwohnung, Büro, Archiv im OG. | 34329968 | BW             |
| Lutherstraße 52° 29′ 14″ N, 10° 31′ 59″ O               | Jüdischer Friedhof         | Rechteckige Friedhofsanlage mit zentralen Weg, etwa 31 erhaltenen Grabsteinen und alter Baumbestand. Friedhof von 1854 bis 1915 genutzt. | 34331202 | BW             |
| Marktplatz 6 52° 29′ 17″ N, 10° 32′ 45″ O               | Kirche                     | Einschiffiger Saalbau mit eingezogenem Turm im Nordwesten und rechteckiger Sakristei im Südosten. Turm kurz zuvor errichtet, dann Saalbau mit Plänen von Otto v. Bonn und unter Ausführung von Gerhard Arenhold 1734 bis 1744. | 34330022 | Weitere Bilder |
| Maschstraße 7 52° 29′ 2″ N, 10° 32′ 14″ O               | Hausstelle                 | Eingeschossiger Fachwerkbau mit Zwerchhaus über Eingang und rückwärtigen Stallanbau in Ziegel. Fachwerkbau nach Westen in Firstrichtung um zwei Fensterachsen in Fachwerk verlängert (Ende 19. Jh.), seither weitgehend unverändert. | 34330049 | BW             |
| Maschstraße 7 52° 29′ 3″ N, 10° 32′ 14″ O               | Vorgarten                  | Mit Einfriedung aus Pfeilern und vertikalen Latten. | 34328501 | BW             |
| Schillerplatz 7 52° 28′ 57″ N, 10° 32′ 38″ O            | Wohnhaus                   | Einstöckiger Fachwerkbau mit mittigem Zwerchhaus und Mansarddach. | 34330074 |                |
| Steinweg 1 52° 29′ 16″ N, 10° 32′ 46″ O                 | Langer Jammer              | Langgestreckter, zweistöckiger Fachwerkbau, mit allseitig vorkragendem OG, z.T. schieferverkleidet und Ausfachungen in Backstein. Wohl um 1540 errichtet und um 1700 umfassend verändert. Ab 1741 als Wohnhaus für Amtsschreiber und ab 1876 auch für Amtsrichter genutzt. In 2005/2006 umfassend saniert. | 34330204 |                |
| Steinweg 13 52° 29′ 14″ N, 10° 32′ 48″ O                | Wohnhaus                   | Zweistöckiger Fachwerkbau, südliche Traufseite mit vorkragendem OG. Hofflügel auf linker Seite zeitgleich mit Errichtung des Vorderhauses Ende 18. Jh. Zur Straße massiver Teil mit verputztem Giebel vorgesetzt, um 1860. | 34330455 |                |
| Steinweg 19 52° 29′ 12″ N, 10° 32′ 49″ O                | Wohnhaus                   | Zweistöckiger Fachwerkbau mit Backsteinausfachung, Obergeschoss schwach vorkragend, zur Straße massiv verputzter Giebel, Kernbau erbaut 2. Hälfte. 18. Jh., Giebel erbaut 2. Hälfte 19. Jh. | 34330554 |                |
| Steinweg 27 52° 29′ 10″ N, 10° 32′ 50″ O                | Wohnhaus                   | Ehemaliges Doppelwohnhaus mit Steinweg 29, zweigeschossiger verputzter Massivbau, mit profilierten Gesimsen und Gewände in Rundbogenformen, erbaut im Jahr 1871 von L. Flohr. | 34330678 | BW             |
| Steinweg 29 52° 29′ 10″ N, 10° 32′ 50″ O                | Wohn-/ Geschäftshaus       | Ehemaliges Doppelwohnhaus mit Steinweg 27. Zweigeschossiger verputzter Massivbau mit Fachwerkobergeschoss, im Kern um 1870 erbaut, das Fachwerkobergeschoss 1907. Markante Ecklage durch Türmchen betont. | 34330727 | BW             |
| Steinweg 33 52° 29′ 9″ N, 10° 32′ 50″ O                 | Wohnhaus                   | Zweistöckiger giebelständiger Fachwerkbau mit Utlucht, vertikale und horizontale Holzschalung, erbaut vermutlich um 1681. Seit 1861 Nutzung als Gasthaus und Hotel (Gasthof zum Stern, Gasthof zum Herrn Karl Kadon, Ratsschenke). | 34330798 |                |
| Steinweg 42 52° 29′ 9″ N, 10° 32′ 48″ O                 | Wohnhaus                   | Zweistöckiger Fachwerkbau mit mittigem Zwerchhaus, erbaut um 1820, nachträglich rückwärtiger Anbau und Aufbau eines seitlichen Zwerchhauses. | 34330894 |                |
| Steinweg 50 52° 29′ 8″ N, 10° 32′ 48″ O                 | Rathaus                    | Zweigeschossiger verputzter Massivbau in neoklassizistischen Formen, erbaut um 1912. | 34330965 |                |
| Steinweg 73 52° 28′ 59″ N, 10° 32′ 44″ O                | Wohn-/Geschäftshaus        | Zweigeschossiger verputzter Massivbau unter Mansarddach, markante Ecklage an Aller durch Eckturm betont. | 34330989 |                |
| Torstraße 6 52° 29′ 17″ N, 10° 32′ 38″ O                | Wohnhaus                   | Zweistöckiger Fachwerkbau, OG und DG vorkragend, Inschriften im Giebel „anno 1726“ und „Erneuert 1975 Wilhelm Höltge“. Im EG Ladeneinbau darüber das Fachwerk des Giebels umfänglich erneuert. | 34331034 | BW             |
| Torstraße 11 52° 29′ 15″ N, 10° 32′ 35″ O               | Scheune                    | Fachwerkbau mit doppelter Längseinfahrt, am Südgiebel Umbau und Anbau eines Wohnteiles, mit Stallanbau. | 34331057 | BW             |

## Gamsen

### Einzelbaudenkmale
| Lage                                           | Bezeichnung               | Beschreibung | ID       | Bild |
| ---------------------------------------------- | ------------------------- | --- | -------- | ---- |
| Köthner Straße 10 52° 30′ 33″ N, 10° 32′ 20″ O | Schule                    | Eingeschossiger Ziegelbau mit Putz- und Fachwerk-Dekor, mittiger Dachreiter mit Schulglocke. | 34328825 | BW   |
| Hauptstraße 12 52° 31′ 18″ N, 10° 32′ 12″ O    | Wohn-/ Wirtschaftsgebäude | Vierständer-Hallenhaus mit Ziegelausfachung unter Halbwalmdach. | 34331081 | BW   |
| Hauptstraße 51 52° 32′ 8″ N, 10° 31′ 21″ O     | Kirche                    | Lazarus-Kirche Diakonische Heime Kästorf. Einschiffiger ziegelsichtiger Saalbau mit eingezogenem Westturm, Portalvorbau an Ostseite, Langhaussockel/Turmunterbau in Feldstein, unter Satteldach mit Mönch-Nonnendeckung. | 34331105 |      |

## Winkel

### Gruppe: Bahnwärterhaus Fasanenweg 2
Die Gruppe hat die ID 34328467. Bahnwärterhaus als Doppelhaus und dahinterliegenden Nebengebäude. Wurde für den Streckenabschnitt Gifhorn – Leiferde errichtet.

| Lage                                      | Bezeichnung    | Beschreibung | ID       | Bild |
| ----------------------------------------- | -------------- | --- | -------- | ---- |
| Fasanenweg 2 52° 27′ 25″ N, 10° 29′ 46″ O | Bahnwärterhaus | Eingeschossiger Ziegelbau mit ausgebauten Halbwalmdach und Hohlpfanneneindeckung, Giebelseiten in Sichtfachwerk, nach Osten breites Zwerchhaus, starker Dachüberstand mit Traufkästen. Grundriss des Doppelhauses symmetrisch aufgebaut, separate Zugänge durch äußere Windfänge an Gebäudeecken. | 34329670 | BW   |
| Fasanenweg 2 52° 27′ 25″ N, 10° 29′ 45″ O | Nebengebäude   | Westlich vom Wohnhaus, firstparallel stehendes Nebengebäude aus Ziegel mit Halbwalmdach, bauzeitlich zum Wohnhaus. | 34331227 | BW   |

### Einzelbaudenkmale
| Lage                                      | Bezeichnung    | Beschreibung | ID       | Bild |
| ----------------------------------------- | -------------- | --- | -------- | ---- |
| Schäferweg 15 52° 27′ 25″ N, 10° 29′ 8″ O | Bahnwärterhaus | Eingeschossiger Massivbau in Backsteinbauweise, längsrechteckiger Baukörper mit Satteldach; Doppelhaus mit zwei Hauseingängen. Fassaden symmetrisch gestaltet, mit schlichten Verzierungen durch Begleitbögen über den Fenstern sowie umlaufendes Gesims. | 34331177 | BW   |